# Містер Лонг (фільм)
«Містер Лонг» (кит. трад. 龙先生 (Ryu san), англ. Mr. Long — міжнародна назва) — міжнародно-спродюсований кінофільм 2017 року, поставлений японським режисером Сабу. Світова прем'єра стрічки відбулася 13 лютого 2017 року на 67-му Берлінському міжнародному кінофестивалі, де вона брала участь в основний конкурсній програмі, змагаючись за головний приз фестивалю — Золотий ведмідь.

## Сюжет
Тайванський кілер Лонг (Чан Чень) отримує замовлення з Токіо. Коли справи йдуть шкереберть, йому доводиться втікати. Важко поранений, Лонг знаходить притулок на безлюдних околицях невеликого японського містечка Асікага. Малий хлопчик допомагає йому водою та одягом. Лонг облаштовується в старому будинку, де готує прості страви для восьмирічного Дзюня, чия мати-наркоманка Лілу, як і Лонг, з Тайваню. Новини про кулінарні здібності Лонга швидко поширюється по всій окрузі, і його сусіди, що прозвали його «містером Лонгом», організовують для нього мобільний кіоск та шикуються в черги, щоб насолодитися його супом з локшиною.

## У ролях
| Чан Чень       | … | Лонг    |
| Сьо Аояґі      | … | Кендзі  |
| Яо Іті         | … | Лілу    |
| Бай Руньїнь    | … | Цзюнь   |
| Масасі Аріфуку | … | Хейсуку |
| Таро Сува      | … | Тадао   |
| Ріцуко Окуса   | … | Куміко  |
| Сіїко Утагава  | … | Мачіко  |
| Юсуке Фукуті   | … | Янг     |
| Тецуя Чіба     | … | Саката  |

## Знімальна група
- Автор сценарію — Сабу
- Режисер-постановник — Сабу
- Продюсер — Сьодзо Ішіяма, Кокі Каґеяма, Йоіті Сімідзу, Джеки Пань, Стефан Голл
- Виконавчий продюсер — Кен Аріяма
- Композитор — Дзюніті Мацумото
- Оператор — Коїті Фуруя
- Монтаж — Георг Петцольд
- Підбір акторів — Нана Хірасіїра
- Художник-постановник — Тіна Хаяші
- Художник по костюмах — Кадзує Койсо
- Звук — Масаші Фуруя

## Нагороди та номінації
| Список нагород та номінацій           | Список нагород та номінацій | Список нагород та номінацій | Список нагород та номінацій | Список нагород та номінацій | Список нагород та номінацій |
| Кінопремія                            | Дата церемонії              | Категорія                   | Номінант(и)                 | Результат                   | Дж                          |
| ------------------------------------- | --------------------------- | --------------------------- | --------------------------- | --------------------------- | --------------------------- |
| Берлінський міжнародний кінофестиваль | 18 лютого 2017              | Золотий ведмідь             | Містер Янг                  | Номінація                   | [ 2 ]                       |